# Ulrich Giesekus

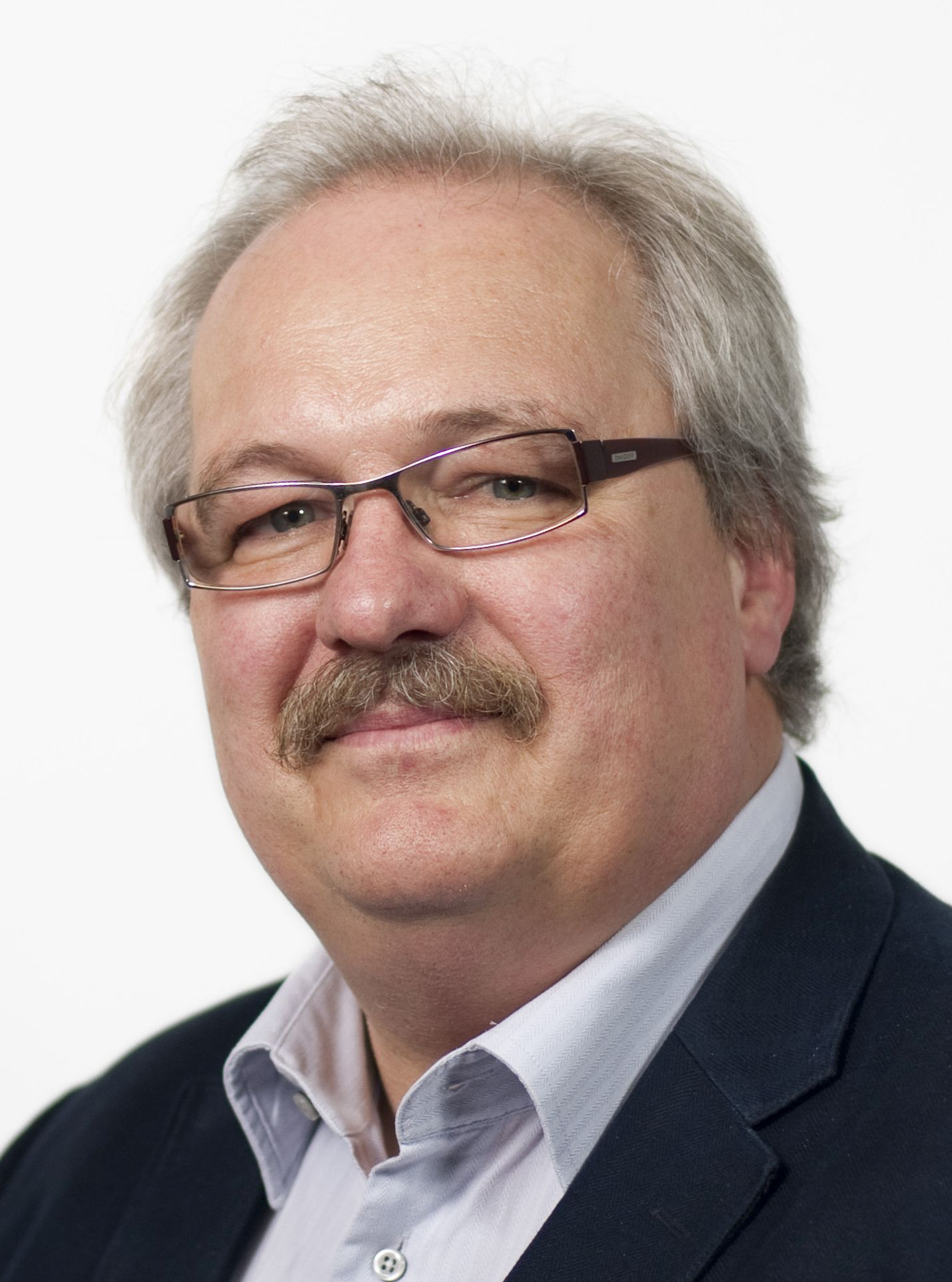
Ulrich Giesekus im Jahr 2011

Ulrich Giesekus (* 23. März 1957 in Leverkusen) ist ein deutscher Psychologe, Dozent und Professor für Psychologie und Counseling.

## Leben
Nach dem Wehrersatzdienst in der psychiatrischen Station einer Reha-Klinik studierte Giesekus zuerst Ingenieurwissenschaften und Psychologie, brach das Ingenieurstudium aber ab. Von 1978 bis 1988 lebte er in den USA, wo er erst an der University of Delaware Psychologie studierte und danach Psychotherapie betrieb. 1983 erwarb er den Master of Education in College Counseling and Student Administration, 1988 promovierte er mit einer Dissertation über Attributional Style and Empathic Relating in Co-dependent Personalities bei William C. Coulson an der United States International University San Diego (heute: Alliant International University San Diego) zum Ph.D. in Psychologie.
Giesekus war von 1988 bis 1997 Studienleiter der Deutschen Gesellschaft für Biblisch-Therapeutische Seelsorge (DGBTS). Zwischen 1997 und 2000 war er als Therapeutischer Leiter des Beratungs- und Therapiezentrum der Stiftung Ev. Erholungsheim Freudenstadt und als Gastdozent an der Theologischen Hochschule Friedensau tätig. Seit 1988 bildet er Berater und Seelsorger aus. Im Jahr 2000 gründete er dazu die Firma BeratungenPlus, die ihre Beratung und Psychotherapie am Menschenbild der Bibel orientiert, und arbeitet als klinischer Psychologe in freier Praxis. Von 2007 bis 2011 war er Gastdozent am Theologischen Seminar der Liebenzeller Mission. Seit 2011 arbeitet er als Dozent für Humanwissenschaften, Studiengangsleiter für M.A. Systemische Beratung sowie für M.A. Integrative Beratung und hat einen Lehrstuhl für Psychologie und Counseling an der Internationalen Hochschule Liebenzell sowie seit 2000 als Lehrbeauftragter für Ehe- und Paarseelsorge am Theologischen Seminar Elstal (FH).
Er ist im Beirat der Akademie für Psychotherapie und Seelsorge (APS), Mitglied im Arbeitskreis evangelischer Unternehmer (AEU), Mitglied des internationalen Lausanner Komitees für Weltevangelisation „Christian Care and Counsel as Mission“ sowie Mitglied der American Association of Christian Counselors (AACC).

## Privates
Giesekus ist verheiratet und hat vier Kinder.

## Veröffentlichungen
- Wenn Helfen nicht mehr hilft. Chancen für Mitbetroffene. SCM R. Brockhaus, Witten 1992, ISBN 978-3-417-21210-5.
- Familien-Leben – Spielregeln für Eltern und Kinder. SCM R. Brockhaus, Witten 1994, 2. Aufl. 1996, ISBN 978-3-417-11032-6.
- Wenn Sucht das Leben blockiert: Wie man helfen kann. SCM R. Brockhaus, Witten 1999, ISBN 978-3-417-20561-9; (Übersetzung ins Finnische 1999).
- Glaub dich nicht krank: befreites Christsein leben. SCM R. Brockhaus, Witten 2000, 3. Aufl. 2001, ISBN 978-3-417-11211-5, Erweiterte Neuauflage: 2. Aufl. 2013, ISBN 978-3-7751-5411-6.
- Halt mich fest und lass mich los – Kinder zwischen 12 und 16: Wie Sie Teenager begleiten können. SCM R. Brockhaus, Witten 2001, 3. Aufl. 2008, ISBN 978-3-4172-0656-2, Erweiterte Neuauflage 2011, ISBN 978-3-7751-5340-9.
- Gewalt: die alltägliche Gefahr. SCM R. Brockhaus, Witten 2002, ISBN 978-3-7893-7461-6.
- Liebe, die gelingt und den Alltag besteht. Brunnen Verlag, Gießen 2004, 5. Aufl. 2014, ISBN 978-3-7655-4221-3.

als Mitautor
- mit Andreas Malessa: Vergeben kann man nicht müssen. Weiterleben, wenn Unverzeihliches passiert. Brunnen Verlag, Gießen 2005, 5. Aufl. 2012, ISBN 978-3-7655-1352-7.
- mit Andreas Malessa: Männer sind einfach. … aber sie haben’s nicht leicht. Brunnen Verlag, Gießen 2006, 6. Aufl. 2016, ISBN 978-3-7655-4281-7; (Übersetzung ins Polnische 2010).
- mit Sandra Schmid und Alexander Fix: Bevor es kracht. Kids gegen Gewalt stark machen. SCM R. Brockhaus, Witten 2008, 2. Aufl. 2010, ISBN 978-3-417-26279-7.
- mit Rebecca Geil und Anna-Birgit Haigis: Patchwork-Kids. Hänssler Verlag, Holzgerlingen 2012, ISBN 978-3-7751-5378-2.
- mit Traugott Kögler (Hrsg.): Bildung zwischen Anspruch und Alltag. Ein Mutmachbuch für Pädagogen. Ed. Wortschatz, Schwarzenfeld 2015, ISBN 978-3-943362-14-5.

als Mitherausgeber
- mit Bradford M. Smith und Jürgen Schuster: Global Mental Health and the Church (Reihe: Interkulturalität & Religion: Liebenzeller Impulse Zu Mission, Kultur Und Religion, Band 4), LIT Verlag, Münster 2017, ISBN 978-3-643-90854-4.
- mit Eva Maria Jäger: Integrative Beratung. Grundlagen und Perspektiven für die Praxis, Vandenhoeck & Ruprecht, Göttingen 2023, ISBN 978-3-525-63416-5.

Aufsätze (Auswahl)
- … so hau ich dir den Schädel ein: Gewalt aus psychologischer Sicht, in: Zeitschrift anruf, 3/1992, Kassel 1992, S. 12–15.
- Kodependenz: Mitgegangen – Mitgefangen – Mitgehangen?!, in: Schritte, 5/95, Neukirchen-Vluyn 1995, S. 11–15.
- Heirat ist ein weltlich Ding …, in: Auftrag und Weg 1/96, Kassel 1996, S. 9–11.
- Systemische Ansätze in Kirchen und Gemeinden, in: Michael Dieterich (Hrsg.): Der Mensch in der Gemeinschaft. Stuttgart 1997, S. 145–178.
- Alkohol- und Drogenabhängige, in: Stepan, Thomas (Hrsg.): Zwischen Blaulicht, Leib und Seele. Psychologie in der Notfallmedizin: Grundlagen notfallmedizinischer Psychologie. Verlag Stumpf & Kossendey, Edewecht, 1997, ISBN 978-3-923124862.
- Warum Teenie-Eltern nicht perfekt sein sollten, in: family, Heft 4/2001, Witten 2001, S. 56 ff.
- Familie in der Postmoderne – Ein Fall für die Rote Liste bedrohter Arten? Unser Bild von „normalen“ Familien und die neue Unübersichtlichkeit, in: smd transparent 02, Marburg 2007, S. 5–7.
- Zu wenig ist auch zu viel. Unterforderung als Stressfaktor, in: Psychotherapie und Seelsorge, Heft 3/2007, S. 14–17.
- Christliche Beratung und Seelsorge weltweit, in: Psychotherapie und Seelsorge, Heft 4/2007, S. 60–61.
- Theologie und Psychologie – wer herrscht, wer dient? Interview mit dem Psychologe und Theologe John Townsend, in: Psychotherapie und Seelsorge, Heft 1/2010, Witten 2010, S. 42–45.
- Christliche Glaubensgemeinschaften: Heilsames Miteinander oder Risikofaktor?, in: Jürgen Armbruster (Hrsg.): Spiritualität und seelische Gesundheit. Psychiatrie Verlag, Köln 2013, ISBN 978-3-88414-551-7.